# Porsche 968
Porsche 968 – samochód sportowy klasy kompaktowej produkowany przez niemiecką markę Porsche w latach 1991–1995.

## Opis modelu

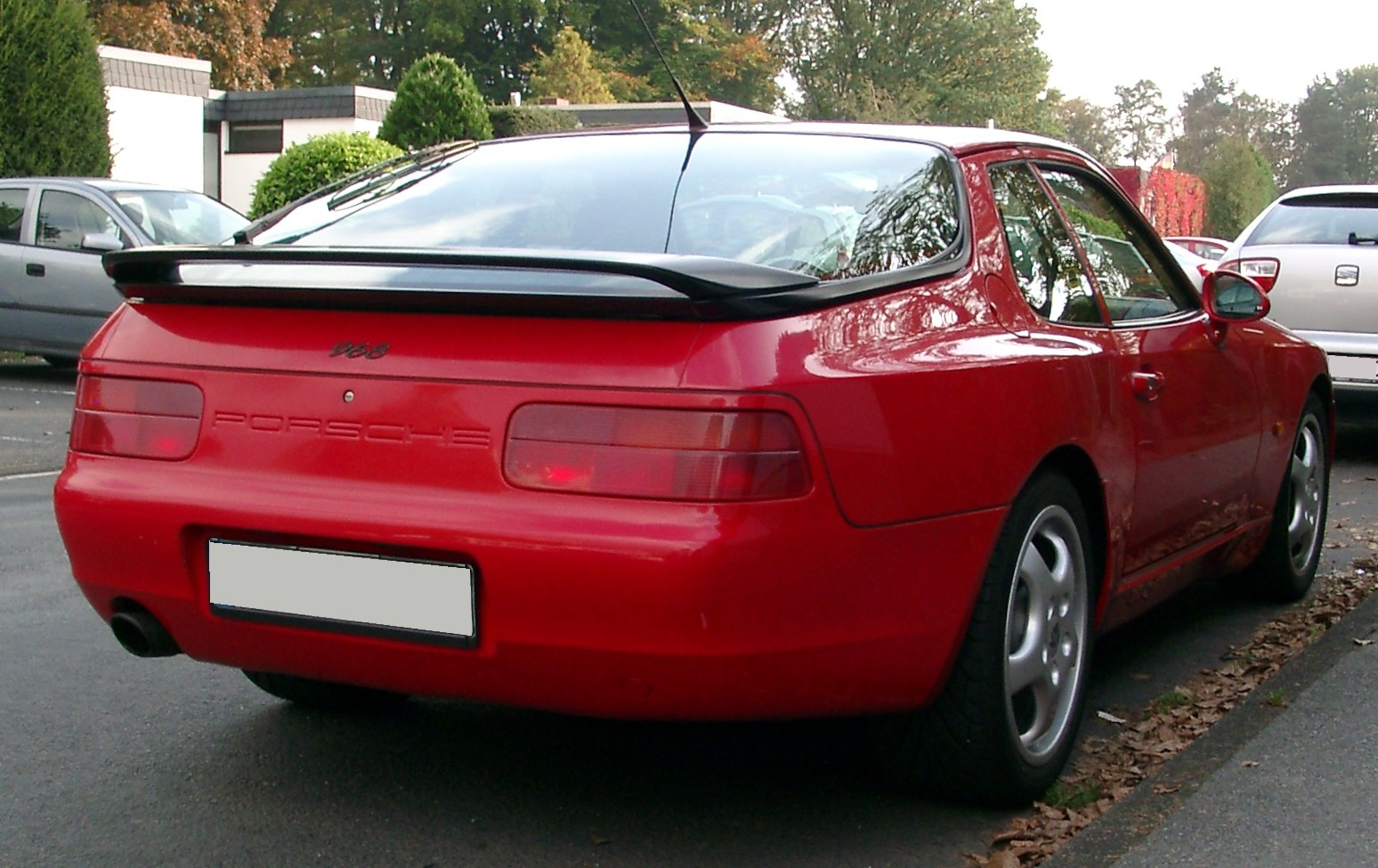
Porsche 968 - tył

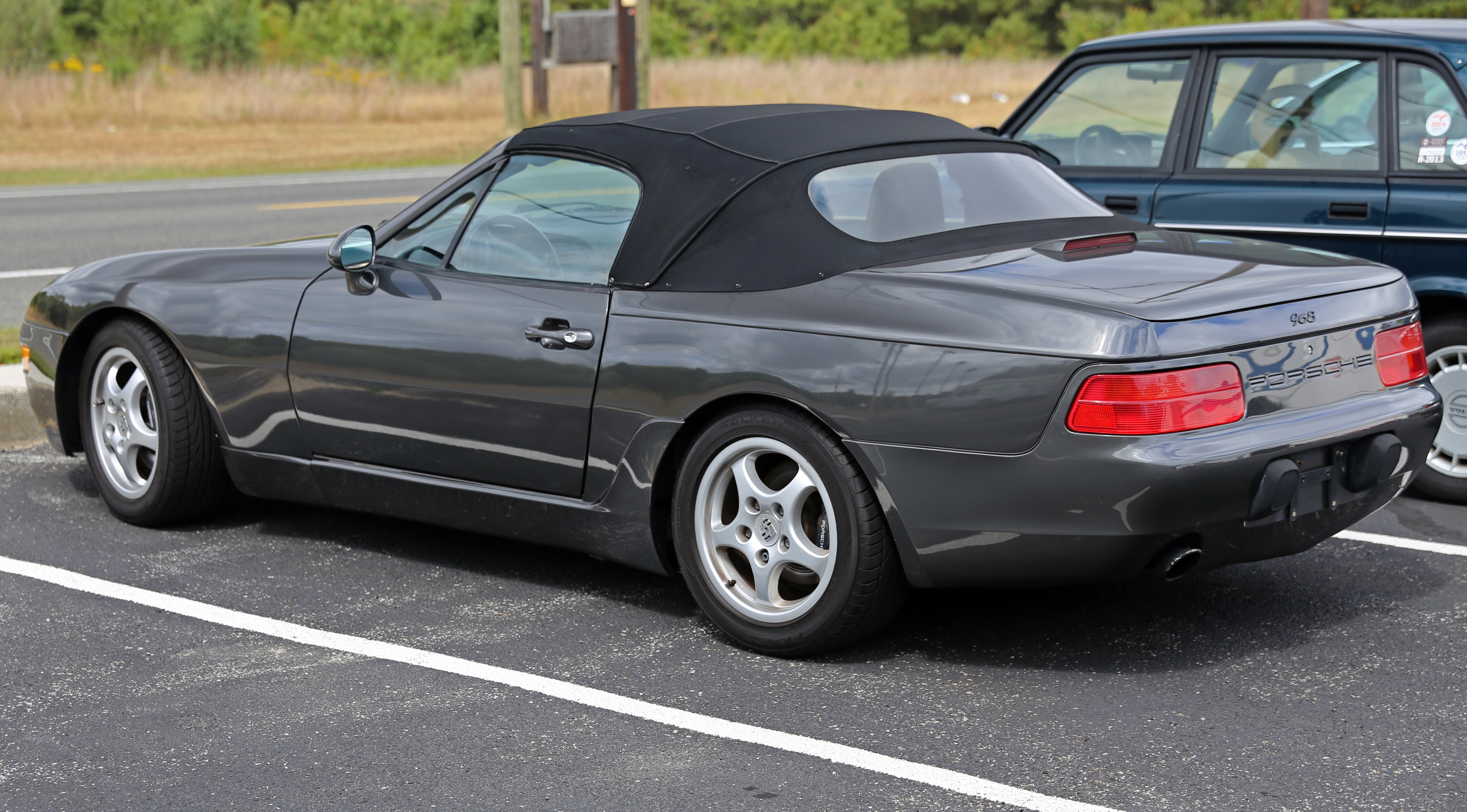
Porsche 968 Cabriolet

Zbiornik paliwa samochodu mieścił 75 litrów, a zużycie paliwa na 100 kilometrów wynosiło 10,3 litra. Średnica cylindra wynosi 104 mm, a skok tłoka 88 mm. Samochód został wyposażony we wtryskowy układ zasilania i hamulce tarczowe wentylowane wraz z ABS-em. 4-cylindrowy, rzędowy silnik samochodu o pojemności 2990 cm³ osiąga moc maksymalną 240 KM (176 kW) przy 6200 obr./min. Samochód rozwija prędkość maksymalną 252 km/h (ze skrzynią biegów Tiptronic 247 km/h). Czas przyśpieszania od 0 do 100 km/h wynosi 6,5 sekundy (ze skrzynią biegów Tiptronic 7,9 s).

### Dane techniczne (968)

#### Silnik
- R4 3,0 l (2990 cm³), 4 zawory na cylinder, DOHC
- Umieszczenie silnika: z przodu
- Układ zasilania: wtrysk paliwa Bosch Motronic
- Średnica cylindra × skok tłoka: 104,00 mm × 88,00 mm
- Stopień sprężania: 11,0:1
- Moc maksymalna: 240 KM (176 kW) przy 6200 obr./min
- Maksymalny moment obrotowy: 305 N•m przy 4100 obr./min

### Osiągi
- Przyspieszenie 0-100 km/h: 6,5 s
- Czas przejazdu pierwszych 400 m: 14,7 s
- Prędkość maksymalna: 252 km/h

### Dane techniczne (968 Turbo S)

#### Silnik
- R4 3,0 l (2990 cm³), 2 zawory na cylinder, SOHC, turbo
- Układ zasilania: wtrysk paliwa
- Średnica cylindra × skok tłoka: 104,00 mm × 88,00 mm
- Stopień sprężania: 8,0:1
- Moc maksymalna: 305 KM (225 kW) przy 5400 obr./min
- Maksymalny moment obrotowy: 500 N•m przy 3000 obr./min

#### Osiągi
- Przyspieszenie 0-100 km/h: 4,9 s
- Czas przejazdu pierwszych 400 m: 13,0 s
- Czas przejazdu pierwszego kilometra: 23,6 s
- Prędkość maksymalna: 282 km/h